# سیمرغ بلورین بهترین بازیگر نقش مکمل مرد جشنواره فیلم فجر
سیمرغ بلورین بهترین بازیگر نقش مکمل مرد جایزه‌ای است که هرساله در جشنوارهٔ فیلم فجر به بهترین بازیگر نقش مکمل اهدا می‌شود.

## نامزدها و برندگان چندین جایزه
بازیگران زیر بیش از یک بار نامزد دریافت سیمرغ بهترین بازیگر نقش مکمل مرد از جشنواره فیلم فجر شده‌اند. در فهرست زیر افراد با توجه به تعداد نامزدی و دریافت سیمرغ قرار گرفته‌اند.
| نام               | نامزد | برنده |
| ----------------- | ----- | ----- |
| سعید پورصمیمی     | ۵     | ۳     |
| اکبر عبدی         | ۳     | ۲     |
| نوید محمدزاده     | ۳     | ۲     |
| کامبیز دیرباز     | ۳     | ۱     |
| حامد بهداد        | ۳     | ۱     |
| افشین هاشمی       | ۳     | ۱     |
| عزت‌الله انتظامی   | ۲     | ۱     |
| حسین محجوب        | ۲     | ۱     |
| رضا کیانیان       | ۲     | ۱     |
| محسن تنابنده      | ۲     | ۱     |
| بهزاد خلج         | ۱     | ۱     |
| فرهاد آئیش        | ۱     | ۱     |
| جمشید اسماعیل‌خانی | ۳     | ۰     |
| فرهاد اصلانی      | ۳     | ۰     |
| شهاب حسینی        | ۳     | ۰     |
| ساعد سهیلی        | ۳     | ۰     |
| فرهاد قائمیان     | ۲     | ۰     |
| بیژن امکانیان     | ۲     | ۰     |
| صابر ابر          | ۲     | ۰     |
| فتحعلی اویسی      | ۲     | ۰     |
| جهانگیر الماسی    | ۲     | ۰     |
| حمید جبلی         | ۲     | ۰     |
| حسین پناهی        | ۲     | ۰     |
| اسماعیل سلطانیان  | ۲     | ۰     |
| حمیدرضا آذرنگ     | ۲     | ۰     |
| امیر جدیدی        | ۲     | ۰     |
| محمدرضا داوودنژاد | ۲     | ۰     |
| پژمان جمشیدی      | ۲     | ۰     |
| نوید پورفرج       | ۲     | ۰     |

## فهرست برندگان
| دوره | سال  | نام بازیگر      | نام فیلم                |
| ---- | ---- | --------------- | ----------------------- |
| ۱    | ۱۳۶۱ |                 |                         |
| ۲    | ۱۳۶۲ | پرویز پرستویی   | دیار عاشقان             |
| ۳    | ۱۳۶۳ |                 |                         |
| ۴    | ۱۳۶۴ | اسماعیل محمدی   | تنوره دیو               |
| ۵    | ۱۳۶۵ | سعید پورصمیمی   | ناخدا خورشید            |
| ۶    | ۱۳۶۶ | سعید پورصمیمی   | تحفه‌ها                  |
| ۷    | ۱۳۶۷ | محمود جعفری     | زرد قناری و شاخه‌های بید |
| ۸    | ۱۳۶۸ | اکبر عبدی       | مادر                    |
| ۹    | ۱۳۶۹ | سعید پورصمیمی   | پردهٔ آخر                |
| ۱۰   | ۱۳۷۰ | مجید مظفری      | مسافران                 |
| ۱۱   | ۱۳۷۱ | جهانبخش سلطانی  | شرم                     |
| ۱۲   | ۱۳۷۲ | جعفر دهقان      | حماسه مجنون             |
| ۱۳   | ۱۳۷۳ | علی مصفا        | پری                     |
| ۱۴   | ۱۳۷۴ | حسین یاری       | آخرین مرحله             |
| ۱۵   | ۱۳۷۵ | امین تارخ       | ماه و خورشید            |
| ۱۶   | ۱۳۷۶ | رضا کیانیان     | آژانس شیشه‌ای            |
| ۱۷   | ۱۳۷۷ | حسین محجوب      | رنگ خدا                 |
| ۱۸   | ۱۳۷۸ | حمید فرخ‌نژاد    | عروس آتش                |
| ۱۹   | ۱۳۷۹ | داریوش ارجمند   | سگ‌کشی                   |
| ۲۰   | ۱۳۸۰ | عزت‌الله انتظامی | خانه‌ای روی آب           |
| ۲۱   | ۱۳۸۱ | اهدا نشد        |                         |
| ۲۲   | ۱۳۸۲ | کامبیز دیرباز   | دوئل                    |
| ۲۳   | ۱۳۸۳ | خسرو شکیبایی    | سالاد فصل               |
| ۲۴   | ۱۳۸۴ | حمید لولایی     | چند می‌گیری گریه کنی     |
| ۲۵   | ۱۳۸۵ | افشین هاشمی     | پابرهنه در بهشت         |
| ۲۶   | ۱۳۸۶ | محسن تنابنده    | استشهادی برای خدا       |
| ۲۷   | ۱۳۸۷ | علیرضا خمسه     | بیست                    |
| ۲۸   | ۱۳۸۸ | مهدی فقیه       | مُلک سلیمان              |
| ۲۹   | ۱۳۸۹ | حامد بهداد      | جُرم                     |
| ۳۰   | ۱۳۹۰ | اکبر عبدی       | خوابم می‌آد              |
| ۳۱   | ۱۳۹۱ | رامبد جوان      | گناهکاران               |
| ۳۲   | ۱۳۹۲ | بابک حمیدیان    | چ و رستاخیز             |
| ۳۳   | ۱۳۹۳ | هومن سیدی       | من دیه‌گو مارادونا هستم  |
| ۳۴   | ۱۳۹۴ | نوید محمدزاده   | ابد و یک روز            |
| ۳۵   | ۱۳۹۵ | نوید محمدزاده   | بدون تاریخ، بدون امضاء  |
| ۳۶   | ۱۳۹۶ | جمشید هاشم‌پور   | دارکوب                  |
| ۳۷   | ۱۳۹۷ | علی نصیریان     | مسخره‌باز                |
| ۳۸   | ۱۳۹۸ | امیر آقایی      | شنای پروانه             |
| ۳۹   | ۱۳۹۹ | پوریا رحیمی‌سام  | زالاوا                  |
| ۴۰   | ۱۴۰۰ | نادر سلیمانی    | ضد                      |
| ۴۱   | ۱۴۰۱ | سجاد بابایی     | استاد                   |
| ۴۲   | ۱۴۰۲ | بهزاد خلج       | مجنون                   |
| ۴۳   | ۱۴۰۳ | فرهاد آئیش      | موسی کلیم‌الله           |